# Viktor Tilgner

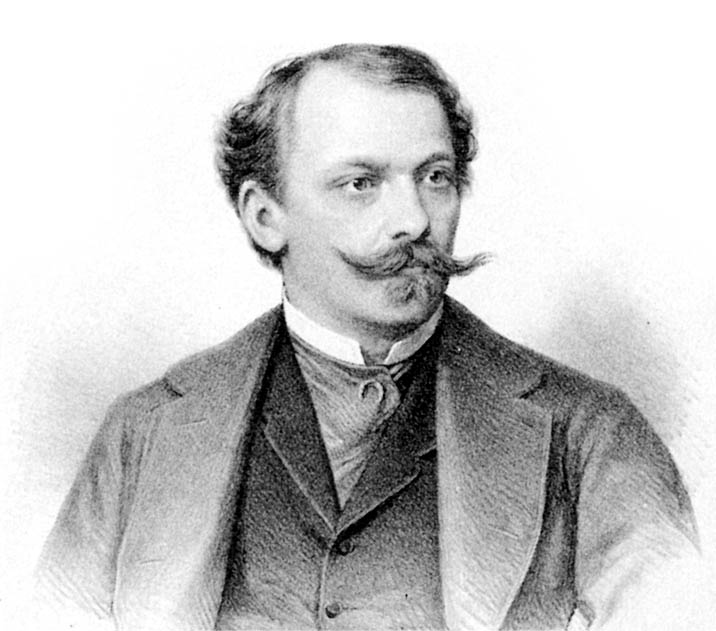
Viktor Tilgner 1881.

Viktor Oskar Tilgner, född den 25 oktober 1844 i Pressburg i Österrike-Ungern (numera Bratislava i Slovakien), död den 6 april 1896 i Wien, var en österrikisk skulptör.
Tilgner fick redan under sin studietid vid Wiens konstakademi beställning på Leopold VI:s staty för Arsenalen med flera arbeten. Han var elev till Franz Lukas Bauer, men påverkades mera av Joseph von Gasser, Joseph Daniel Böhm och den franske skulptören Deloye. Den sistnämnde väckte hans intresse för barock- och rokokoformer, liksom för polykrom skulptur. Han vann ett namn framför allt genom sina porträttbyster och statyer, karakteriserade av spirituell individualisering (Charlotte Wolter, greve Zichy, Angeli, Makart med flera). Särskilt utmärker sig hans bilder av unga damer och barn, även statyetter eller grupper. 
Till Burgteaterns utsmyckning bidrog Viktor Tilgner med statyerna Faidra, Don Juan, Falstaff, Hans Wurst. Även Rubens i Konstnärshuset tillhör dessa verk. För parker utförde han fontängrupper med tritoner och najader, för kyrkogårdar ståtliga minnesvårdar. 
Av monumentala verk utförde Viktor Tilgner en byst av Hummel med barnfigurer omkring sockeln (i Pressburg), det sirligt eleganta Mozartmonumentet i Wien, även detta med grupper av putti – det verkar i sin sirliga elegans bräckligt som en Sèvresgrupp – monument över Makart i Rubenskostym (i Wien), Josef Werndl i Steyr med fyra arbetartyper vid sockeln, och borgmästar Petersen i Hamburg (det sistnämnda uppsatt först 1898). 
Viktor Tilgners statyer av Goethe som ung och som gammal utfördes aldrig i större skala. Bland hans statyetter märks Danserska, Husjungfrun (i rokoko av lokal gratie), Adam och Eva i silver och emalj med flera. Hans skaparkraft var oförtröttad till det sist. Han var professor vid konstakademien i Wien. År 1897 utgavs en samling av 72 ljustryck av hans alster med text av Hevesi.